# Кабана, Роберт Доналд
Ро́берт До́нальд Кабана́ (англ. Robert Donald 'Bob' Cabana; род. 1949) — директор Космического центра Кеннеди, бывший астронавт НАСА. Совершил четыре космических полёта. Полковник КМП США в отставке.

## Личные данные и образование
Родился 23 января 1949 года в городе Миннеаполис, штат Миннесота, там же в 1967 году окончил среднюю школу. Его родители — Тэд и Аннабэль Кабана, проживают в Миннеаполисе. У Роберта есть младший брат — Гари Кабана. Роберт Кабана женат на Нэнси Джоан Шимер, она из города Кортлэнд, штат Нью-Йорк. У них трое детей: Джеффри (род. 19.08.1972), Кристофер (род. 22.04.1974) и Сара (род. 09.08.1977).
Увлекается: плавание, бег трусцой, велоспорт, яхтинг под парусом и работами по дереву. Радиолюбитель с позывным KC5HBV.
В июне 1971 году получил степень бакалавра наук в области математики в Военно-морской Академии США, в Аннаполисе, штат Мэриленд.

## Военная карьера
После окончания учебы в Военно-морской Академии США, в Аннаполисе, штат Мэриленд, Кабана прошёл обучение в лётной школе на Базе морской пехоты в «Квантико», штат Виргиния, продолжил — в 1972 году в морской офицерской лётной школе на авиабазе Пенсакола, во Флориде. Он летал на самолётах A-6 Intruder, в качестве штурмана-бомбардира на авиабазе морской пехоты в Черри-Пойнт, Северная Каролина, затем на авиабазе «Макас» в Ивакуни, Япония. В сентябре 1976 года он вернулся на авиабазу Пенсакола, во Флориду, где после переподготовки стал военно-морским лётчиком. Затем он был переведён в «Черри-Пойнт», где летал на A-6 Intruder. В 1981 году окончил Школу лётчиков-испытателей и был направлен в морской испытательный центр на авиабазу в Патаксент-Ривер, в штате Мэриленде, где стал Руководителем программы испытаний A-6 Intruder и X-29. Испытывал различные системы боеприпасов на самолётах серии A-6 Intruder и А-4 Skyhawk. В дальнейшем опять был переведён на авиабазу «Макас» в Ивакуни, Япония. Воинские звания: майор КМП (1984 год), полковник КМП (2000 год). Имеет налёт — более 7000 часов на 34 различных типах самолётов. В отставке с августа 2000 года.

## Карьера в НАСА
В июне 1985 года Кабана был приглашён в НАСА в качестве кандидата в астронавты в составе одиннадцатого набора. Начал прохождение курса общекосмической подготовки (ОКП) с августа 1985 года. По окончании обучения в июле 1986 года получил квалификацию «пилот» и назначение в Отдел астронавтов НАСА. Занимал должность оператор связи с экипажем в Центре управления полётами. В течение трёх лет являлся главой Офиса астронавтов. С 8 августа 2001 по сентябрь 2002 года являлся Директором НАСА по программе пилотируемых полётов в России. Занимался вопросами взаимодействия между НАСА и российскими космическими корпорациями и Центрами. С ноября 2002 года по март 2004 года занимал должность директора оперативного управления лётного экипажа. Затем был назначен заместителем директора Космического центра Джонсона, где он прослужил три с половиной года. С октября 2007 года по октябрь 2008 года — директор Космического центра имени Джони Стенниса. В октябре 2008 года назначен директором Космического центра Джона Ф. Кеннеди.

## Полёты в космос
- Первый полёт — STS-41[5], шаттл «Дискавери». C 6 по 10 октября 1990 года в качестве «пилота». Цель полёта — вывод на орбиту космического аппарата «Улисс»[6]. Продолжительность полёта составила 4 дня 2 часа 11 минут[7].
- Второй полёт — STS-53[8], шаттл «Дискавери». Со 2 по 9 декабря 1992 года в качестве «пилота». STS-53 — последняя миссия шаттлов военного назначения. Продолжительность полёта составила 7 дней 7 часов 21 минуту[9].
- Третий полёт — STS-65[10], шаттл «Колумбия». C 8 по 23 июля 1994 года в качестве «командира корабля». Цель полёта — проведения различных медико-биологических и материаловедческих экспериментов. Эксперименты проводились в Международной микрогравитационной лаборатории IML-2, которая располагалась в лабораторном модуле «Спейслэб» в грузовом отсеке шаттла Колумбия. В Международной микрогравитационной лаборатории IML-2 были установлены приборы шести космических агентств: США, Японии, Европы, Франции, Канады, Германии. Продолжительность полёта составила 14 дней 17 часов 56 минут[11].
- Четвёртый полёт — STS-88[12], шаттл «Индевор». C 4 по 16 декабря 1998 года в качестве «командира корабля». Это была первая строительная миссия, выполненная НАСА по программе сборки Международной космической станции. Основной задачей миссии была доставка на орбиту американского модуля «Юнити» (Unity) с двумя стыковочными переходниками и пристыковка модуля «Юнити» к уже находящемуся в космосе российскому модулю «Заря». В грузовом отсеке шаттла находились также два демонстрационных спутника MightySat, а также аргентинский исследовательский спутник. Эти спутники были запущены после того, как экипаж шаттла закончил работы, связанные с МКС, и шаттл отстыковался от станции. Полётное задание было успешно выполнено, в ходе полёта экипажем было осуществлено три выхода в открытый космос. Продолжительность полёта составила 11 дней 19 часов 19 минут[13].

Общая продолжительность полётов в космос — 37 дней 22 часа 47 минут.

## Награды и премии
Награждён: Медаль «За космический полёт» (1990, 1992, 1994 и 1998), Медаль «За отличную службу» (США), Крест лётных заслуг (США), Медаль «За похвальную службу», Медаль похвальной службы (США), Медаль «За выдающуюся службу» (НАСА), Медаль «За выдающееся лидерство» (дважды), Медаль «За исключительные заслуги» (дважды) и многие другие, в мае 2008 года его имя внесено в Зал славы астронавтов.